# Relazioni bilaterali tra Italia e Turchia
Le relazioni bilaterali tra Italia e Turchia sono le relazioni diplomatiche tra Italia e Turchia. Entrambi i paesi sono membri della NATO e dell'Unione per il Mediterraneo e intrattengono relazioni diplomatiche attive.

## Storia
La Turchia, allora Impero ottomano, iniziò la sua prima missione diplomatica in Italia nel 1856, poco prima dell'istituzione del Regno d'Italia, inviando l'ambasciatore Rüstem Pasha. Da allora, la Turchia ha avuto una presenza costante in Italia tramite la sua ambasciata a Roma e i suoi consolati a Milano e Napoli.
La presenza italiana in Turchia è ora costituita da un'ambasciata ad Ankara, un consolato generale a Istanbul e un consolato a Smirne, insieme a consolati onorari ad Adalia, Bursa, Gaziantep, Alessandretta e Nevşehir e un corrispondente consolare a Eskişehir.

## Influenze interculturali

### Cultura italiana in Turchia
Istanbul ospita uno degli Istituti italiani di cultura aperti in tutto il mondo dal Ministero degli affari esteri italiano. L'Istituto, tra le altre attività culturali, offre corsi di lingua italiana, offerti anche da diverse università turche, come l'Università di Ankara e l'Università di Istanbul.
Smirne e Ankara ospitano, rispettivamente, il Centro Culturale Italiano "Carlo Goldoni" e l'Associazione di Amicizia Italia "Casa Italia". Entrambe queste associazioni si impegnano nell'organizzazione di eventi che promuovono la cultura italiana e di corsi di insegnamento della lingua italiana. 
Numerose scuole italiane sono presenti in Turchia, la maggior parte delle quali si trova a Istanbul. Le scuole italiane in Turchia includono scuole materne, elementari, medie e superiori.